# Here Come the Warm Jets
Here Come The Warm Jets è l'album di debutto come solista dell'artista britannico Brian Eno, prodotto dallo stesso e pubblicato nel 1973 dalla Island Records.

## Descrizione
Lo stile musicale dell'album è un mix ibrido tra il glam rock e l'art rock (simile al lavoro precedente di Eno con i Roxy Music, ma più eccentrico e sperimentale).
Il disco contiene numerosi artisti ospiti, tra cui Robert Fripp dei King Crimson e alcuni membri dei Roxy Music, degli Hawkwind, dei Matching Mole, e dei The Pink Fairies. Il contributo di musicisti estranei sarà sempre una caratteristica peculiare negli album di Eno.
Nel mettere a punto i testi e la musica, Eno ha usato metodi inusuali come ballare e cantare frasi senza senso davanti ai musicisti e farli suonare, spinti dal ritmo.
Here Come the Warm Jets ha raggiunto il numero 26 nella classifiche del Regno Unito e il numero 151 nella classifica della Billboard degli Stati Uniti, ricevendo critiche positive. È stato ristampato su CD nel 1990 dalla Island e nel 2004 dalla Virgin Records, e ha continuato a suscitare lodi. Il critico Steve Huey di AllMusic ha dichiarato che l'album "suona ancora emozionante, lungimirante, e densamente dettagliato, rivelando sempre più complicazioni con ogni canzone".
Here Come the Warm Jets fu registrato in soli dodici giorni al Majestic Studios di Londra nel mese di settembre, con la supervisione dell'ingegnere della registrazione Derek Chandler. Fu poi mixato presso gli Air e Olympic Studios da Eno e dall'ingegnere del suono Chris Thomas.
Il titolo dell'album fu spiegato da Brian come un termine gergale riferito alla minzione. Tuttavia, in un'intervista alla rivista Mojo nel 1996, dichiarò:
(Brian Eno)

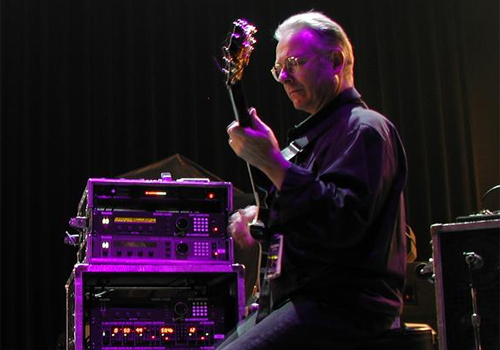
Robert Fripp suonò la maggior parte delle chitarre del disco

Brian Eno arruolò sedici illustri musicisti per l'album, scegliendoli secondo le loro particolari doti musicali fuori dal comune. Tra questi c'erano John Wetton e Robert Fripp dei King Crimson, Simon King degli Hawkwind, Bill MacCormick dei Matching Mole, Paul Rudolph dei Pink Fairies, Chris Spedding e tutti i membri dei Roxy Music eccetto il cantante Bryan Ferry.
Eno li volle riunire tutti "solo perché volevo vedere cosa succede quando si combinano diverse identità e permettergli di competere [...]. [La situazione] era stata organizzata con la consapevolezza che ci sarebbero potuti essere incidenti, alcuni dei quali si sono poi rivelati più interessanti di quanto avessi previsto ". Per istruire e dirigere gli ospiti, Brian ha utilizzando il linguaggio del corpo e della danza e la suggestione verbale, influenzando il loro modo di suonare. I suoni che scaturivano dagli strumenti, erano strani e irriconoscibili. È per questo che nei crediti Eno si è inventato nomi particolari per indicarli, come "snake guitar" (letteralmente: "chitarra serpente"), "simplistic piano" ("pianoforte semplicistico") e "electric larynx" (laringe elettrica). Dopo la registrazione dei singoli brani, il cantante ha condensato e missato le strumentazione in sottofondo, ma ciò li ha resi, per certi versi, non udibili.

## Stile
Le canzoni di Here Come the Warm Jets riassumono i vari stili musicali del passato e del presente. Però era necessario usare un unico termine stilistico per descrivere l'album, così fu coniato il termine "glammed-up art-pop", in riferimento sia alla semplice ma teatrale chitarra glam rock presente in tutte le canzoni sia alla consistente influenza dei generi art-rock e avant-garde.

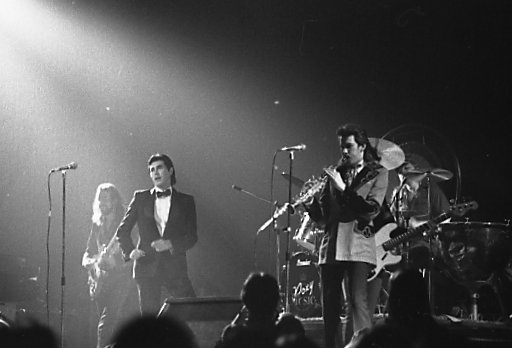
I Roxy Music parteciparono alla registrazione dell'album

Gli aspetti fondamentali e unici che formano Here Comes e lo rendono unico sono:
- La voce:

In certi pezzi, la voce di Eno emula il modo di cantare del front-man del suo ex gruppo Roxy Music, Bryan Ferry; in altri invece, come Baby's on Fire, sembra essere "più nasale e arrogante".
- La musica:

L'album prende in prestito alcuni stili popolari del 1950, come i pianoforti tintinnanti e i cori in falsetto su Cindy Tells Me, il timbro vocale soul su Driving Me Backwards e il ritmo di batteria di Blank Frank (che sembra essere tratto dal brano di Bo Diddley Who Do You Love?).
- Il testo:

Per creare il testo, Brian avrebbe prima cantato per sé stesso le melodie dei brani sillabandole senza senso, poi ne avrebbe tratto i suoni trasformandoli in frasi concrete e grammaticalmente strutturate. Questo metodo di scrittura fu poi usato dal musicista in tutti i suoi album. Le liriche rendono le canzoni dell'album macabre ma con senso dell'umorismo, libere associazioni fraseologiche senza alcun significato particolare. Però ci sono delle eccezioni: The Paw Paw Negro Blowtorch, basata sulla storia di A.W. Underwood di Paw Paw, Michigan, avente la capacità di fare fiamme con il suo respiro; secondo Eno, la canzone "celebra la possibilità di una storia d'amore con l'uomo". Eno ha tentato di dissuadere i fan dalla lettura dei suoi testi nel tentativo di trarci un qualche significato oscuro. Questo suo tentativo è riscontrabile nella traccia d'apertura, Needles in Camel's Eye che egli dice di essere stata "scritta in meno tempo di quello necessario a cantarla [...] ritengo che [la canzone] sia uno strumentale su cui il canto fa da cornice" e nella title track, completamente strumentale fino a che il cantante, verso la fine, non si ritaglia un minuscolo spazio, pronunciando frasi quasi incomprensibili.

## Edizioni
Here Come the Warm Jets fu pubblicato nel gennaio 1974. L'album fu uno dei più venduti di Brian Eno, rimanendo nelle classifiche di vendita per due settimane, arrivando al numero 26 nella Official Albums Chart del 9 marzo 1974, e al numero 151 nella Billboard Top LPs & Tapes. Eno aveva programmato un tour con la band The Winkie, ma rinunciò a partire dopo la diagnosi di crollo polmonare. Dopo essersi ripreso, Eno suonò al famoso concerto alla Island Records il 1º giugno successivo con i musicisti Nico, Kevin Ayers e John Cale, con la partecipazione sul palco pure di Mike Oldfield, Robert Fripp e Robert Wyatt; l'esibizione fu registrata e immessa sul mercato meno di un mese dopo (28 giugno).
Here Come the Warm Jets fu poi ripubblicato dalla Polydor nel marzo 1977 e di nuovo su compact disc nel gennaio 1987. Nel 2004, la Virgin Records ha iniziato la pubblicazione dell'intero catalogo di Eno in edizione rimasterizzata. La nuova versione di Here Come the Warm Jets fu pubblicata il 31 maggio 2004 nel Regno Unito e il 1º giugno 2004 in Nord America.

## Critica
La critica accolse subito in modo positivo Here Comes The Warm Jets, lodandone le tendenze sperimentali. Lester Bangs di Creem ha definito l'album "incredibile"; Robert Christgau ha assegnato al disco un "A", affermando che "l'idea di questo disco - da gruppo di Top of the Pops al synth quasi-dadaista britannico - può scoraggiare, ma la realtà è piuttosto impegnata in una sorta di Velvet Underground vagamente di strada". Billboard ha scritto una recensione positiva affermando che "[...] benché tutti possono essere un po' imprevedibili, il disco è stato in grado di piazzarsi nelle classifiche statunitense ed è perciò un eccellente LP". L'album è stato anche inserito nella sezione "Picks of Month" della rivista Circus. Cynthia Dagnal della rivista Rolling Stone ha scritto un articolo su Eno, soprannominando il disco "un esperimento molto interessante sul caos controllato che con le sue caratteristiche ha autodettato le regole per un facile successo". Il mese successivo, Gordon Fletcher ha invece scritto una recensione negativa per l'album sempre su Rolling Stone, affermando che "il disco [di Eno] è fastidioso perché non suscita nulla [...] l'ascoltatore deve pensarci bene prima di sganciare cinque dollari per queste sciocchezze." Nel 1974, Here Come the Warm Jets è stato votato come uno dei migliori album dell'anno dal sondaggio di Village Voice Pazz & Jop.
Anche le moderne valutazioni sono positive, AllMusic, Rolling Stone e Uncut hanno dato all'album cinque stelle su cinque. Inoltre, è stato posizionato al numero 436 della lista dei 500 migliori album di tutti i tempi pubblicata dalla rivista Rolling Stone nel novembre del 2003. In una recensione retrospettiva, J.D. Considine ha dato all'album quattro su cinque stelle e ha commentato che "È facile sentire sia un'anticipazione al punk sia un'eco dei Roxy Music nel clangore di Here Come the Warm Jets, ma ciò che brilla è l'accessibilità disinvolta delle canzoni"; aggiunge anche che "le melodie dell'album sembrano quasi un modello per gli esperimenti pop di Bowie (con la produzione di Eno) su Low". Sempre nello stesso anno, Blender ha messo l'album sulla sua lista dei "500 CD che è necessario possedere: Alternative Rock", aggiungendo che "[il disco] rimane il suo [cioè di Eno] massimo sforzo pop. Il suo tocco sperimentale, che si basa sul glam-rock è malato e sinistro. Queste libere associazioni, dalla voce elegante a quella gustosa e acquisita; ma c'è comunque un metodo in questa follia". La rivista canadese Exclaim! ha detto che Here Come The Warm Jets è "senza dubbio uno dei più grandi album di debutto solista dei '70". Nel 2004, Pitchfork classificò l'album al numero 24 nella lista dei "migliori 100 album degli anni 1970", oltre a ri-assegnare il voto, cioè 9.2 su 10.

## Tracce
Tutte le composizioni sono di Brian Eno, eccetto dove indicato.
1. Needles in the Camel's Eye – 3:11 (Brian Eno, Phil Manzanera)
2. The Paw Paw Negro Blowtorch – 3:04
3. Baby's on Fire – 5:19
4. Cindy Tells Me – 3:25 (Brian Eno, Phil Manzanera)
5. Driving Me Backwards – 5:12
6. On Some Faraway Beach – 4:36
7. Blank Frank – 3:37 (Brian Eno, Robert Fripp)
8. Dead Finks Don't Talk – 4:19 (arrangiata da Paul Thompson, Busta Jones, Nick Judd, e Eno)
9. Some of Them Are Old – 5:11
10. Here Come the Warm Jets – 4:04

## Formazione
- Brian Eno – voce, sintetizzatore, tastiere, chitarra, effetti speciali
- Chris Spedding – chitarra (tracce 1 e 2)
- Phil Manzanera – chitarra (tr. 1, 2, e 4)
- Simon King – percussioni (tr.1, 3, 5, 6, 7 e 10)
- Bill MacCormick – basso (tr. 1 e 7)
- Marty Simon – percussioni (tr. 2-4)
- Busta Jones – basso (tr. 2, 4, 6 e 8)
- Robert Fripp – chitarra (tr. 3, 5, e 7)
- Paul Rudolph – chitarra (tr. 3 e 10), basso (tr. 3, 5 e 10)
- John Wetton – basso (tr. 3 e 5)
- Nick Judd – tastiere (tr. 4 e 8)
- Andy Mackay – tastiere (tr. 6 e 9), sassofono (tr. 9)
- Sweetfeed – seconda voce (tr. 6 e 7)
- Nick Kool & the Koolaids – tastiere (tr. 7)
- Paul Thompson – percussioni (tr. 8)
- Lloyd Watson – chitarra slide (tr. 9)
- Chris Thomas – secondo basso (tr. 2)

## Produzione
- Brian Eno – produttore, mixer
- Chris Thomas – ingegnere del suono (per il missaggio)
- Derek Chandler – ingegnere del suono (registrazione)
- Denny Bridges - ingegnere (per il missaggio)
- Phil Chapman - ingegnere (per il missaggio)
- Paul Hardiman – ingegnere (per il missaggio)
- Arun Chakraverty – masterizzazione